# Hogna karschi
Hogna karschi är en spindelart som först beskrevs av Roewer 1951.  Hogna karschi ingår i släktet Hogna och familjen vargspindlar.
Artens utbredningsområde är São Tomé. Inga underarter finns listade i Catalogue of Life.